# George Edward Stratemeyer
George Edward Stratemeyer, né le 24 novembre 1890 et mort le 11 août 1969 était un Lieutenant général dans l'armée de l'air des États-Unis. Il a occupé des postes de commandement supérieur pendant la Seconde Guerre mondiale dans les United States Army Air Forces où il dirige 1943 les forces aériennes du South East Asia Command et a été commandant des forces aériennes d'Extrême-Orient  pendant la première année de la guerre de Corée. À ce titre, il participa activement au bombardement de la Corée du Nord.

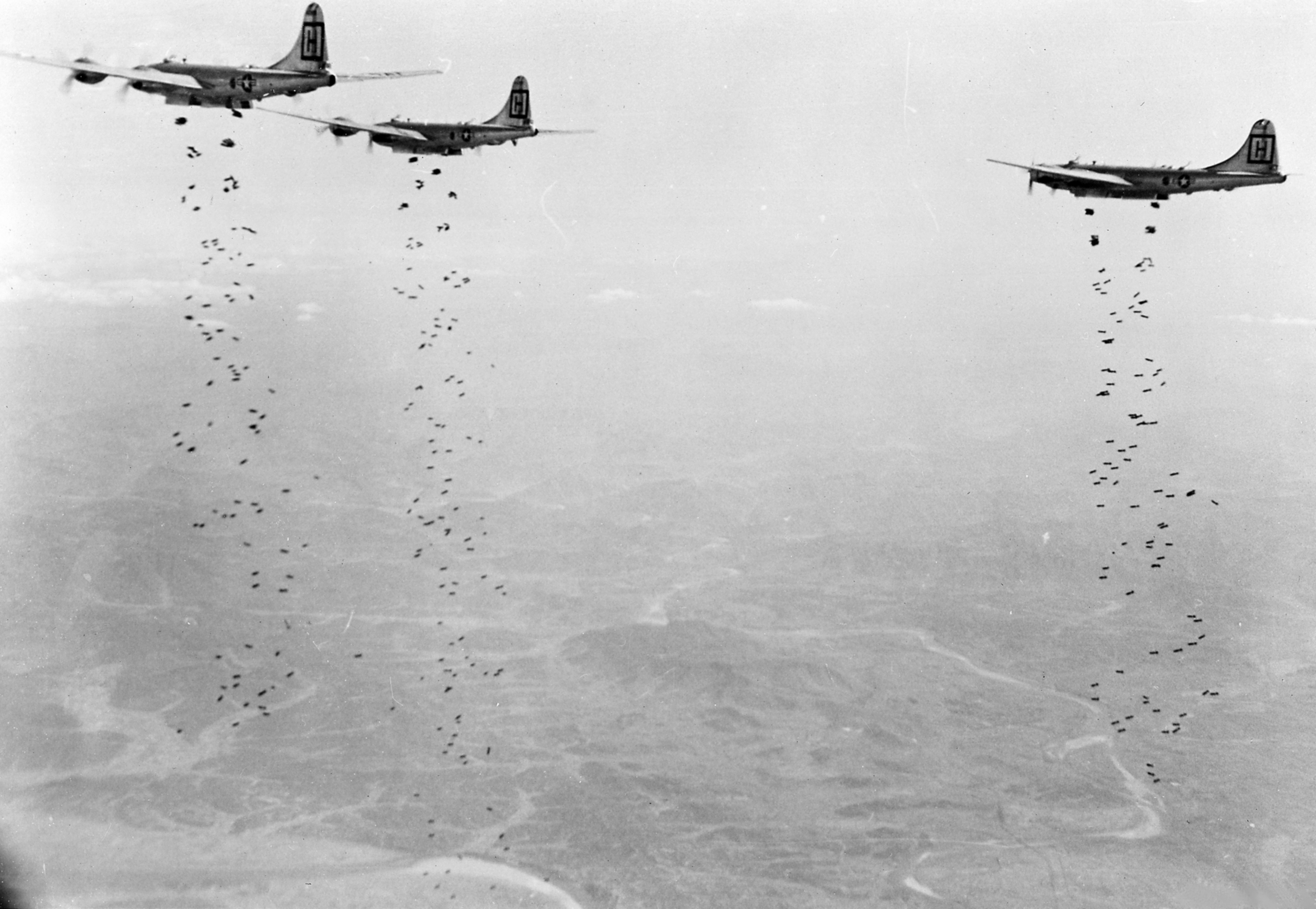
Des B-29 du 98e groupe de bombardement (moyen) bombardant des cibles chinoises et nord-coréennes en Corée du Nord, janvier 1951, sous le commandement de Stratemeyer.